# Eduard Julius Ludwig von Lewinski
 Eduard Julius Ludwig von Lewinski , có thể gọi ngắn gọn là Eduard von Lewinski (22 tháng 2 năm 1829 – 17 tháng 9 năm 1906) là một tướng lĩnh trong quân đội Phổ – Đức, đã từng tham gia chiến đấu trong ba cuộc chiến tranh thống nhất nước Đức.

## Tiểu sử
Von Lewinski đã chào đời tại Münster ở tỉnh Westfalen. Với cương vị là một đại úy trong Đại đội Công thành Cận vệ, ông đã tham gia trong cuộc chiến tranh giữa Liên minh Áo - Phổ và Đan Mạch vào năm 1864. Ông tham chiến trong trận đột chiếm Düppel vào tháng 4, và do thể hiện tài năng của mình, ông được tặng thưởng Huân chương Quân công của Phổ. Trong cuộc Chiến tranh Bảy tuần năm 1866, ông được ủy nhiệm làm sĩ quan tham mưu của Tập đoàn quân số 1. Vào năm 1867, Lewinski được phong quân hàm thiếu tá trong Bộ Tổng tham mưu. Về sau, ông tham chiến trong cuộc Chiến tranh Pháp-Đức (1870 – 1871), ban đầu gia nhập bộ tham mưu của Tập đoàn quân số 1, và sau đó chỉ đạo cục hậu cần của Tập đoàn quân số 1. Vào năm 1871, ông được bổ nhiệm làm chỉ huy tham mưu trưởng của Quân đoàn IX. Vào năm 1872, ông được lên quân hàm Thượng tá và nắm quyền chỉ huy Trung đoàn Pháo binh số 24.
Những chặn đường kế tiếp trong sự nghiệp quân sự của ông bao gồm: 
- Chỉ huy trưởng Lữ đoàn Pháo dã chiến số 2 năm 1877
- Được phong cấp bậc Thiếu tướng năm 1880
- Được bổ nhiệm làm Tướng thanh tra của Trung đoàn Pháo dã chiến số 2 năm 1884
- Được phong quân hàm Trung tướng năm 1885
- Được bổ nhiệm làm Tướng Tư lệnh của Quân đoàn VI
- Lên quân hàm Thượng tướng Pháo binh vào năm 1890.
- Nghỉ hưu vào năm 1895

Vào ngày 17 tháng 9 năm 1906, Von Lewinski từ trần tại Burgwitz Trebnitz.
Người em trai của ông, Alfred von Lewinski, cũng là một chỉ huy quân sự Phổ. Thống chế nổi tiếng của Đức Quốc xã trong Chiến tranh thế giới thứ hai, Erich von Manstein (1887 – 1973), nguyên là Fritz Erich von Lewinski, con ruột của Eduard von Lewinski và vợ của ông là Helene von Sperling. Do tướng George von Manstein và vợ của ông này, Hedwig von Sperling, em gái của Helene, không có con, cặp vợ chồng này đã nhận nuôi Erich trong lễ rửa tội của cậu (theo một thỏa thuận với gia đình Lewinski ngay từ trước khi Erich chào đời). Một người con gái khác của dòng họ von Sperling, Gertrud, kết hôn với Paul von Hindenburg.